# Karéjos keresztespók
A karéjos keresztespók (Argiope lobata) a keresztespókok családjába (Araneidae) tartozik. Hazánk 15 védett pókfajainak egyike.
Alkata az ismert darázspókéhoz hasonló, ám nőstényének különleges potroh karéjozottsága összetéveszthetetlenné teszi a többi európai pókfajjal szemben. Hímje - melynek karéjozatlan potroha nyúlánk alakú -  csupán 4–5 mm-re nő meg. A nőstény ezzel szemben a 18–20 mm-t is eléri. 
Színük a háti oldalon általában sárgás fehér, a hasi oldal sárgás barna, körkörösen apró világos foltozottsággal. Olykor egész testük ezüstösen csillogó.
Elterjedésének északi határa a Kárpát-medence homokpusztáiig nyúlik ennek a tipikus dél-európai pókfajnak.